# Palaeomolis kindermanni
Palaeomolis kindermanni är en fjärilsart som beskrevs av Otto Staudinger 1867. Palaeomolis kindermanni ingår i släktet Palaeomolis och familjen björnspinnare. Inga underarter finns listade i Catalogue of Life.